# 38. Infanterie-Brigade (Deutsches Kaiserreich)
Die 38. Infanterie-Brigade war ein Großverband der Preußischen Armee.

## Geschichte
Die 38. Infanterie-Brigade wurde am 11. Oktober 1866 in Hannover aufgestellt und hatte dort ihren Standort bis zum Ende des Ersten Weltkrieges.
Sie war bis zum 25. März 1915 Teil der 19. Division, die dem X. Armee-Korps, ebenfalls mit Sitz in Hannover, zugeordnet war. Anschließend wurde sie der 111. Infanterie-Division unterstellt und in 221. Infanterie-Brigade umbenannt.

### Gliederung
- 1867

Infanterie-Regiment „Graf Barfuß“ (4. Westfälisches) Nr. 17, Infanterie-Regiment „Bremen“ (1. Hanseatisches) Nr. 75, Landwehr-Bataillone Lüneburg, Stade und Geestemünde
- 1868 bis 1869

Infanterie-Regiment „Freiherr von Sparr“ (3. Westfälisches) Nr. 16, 8. Westfälisches Infanterie-Regiment Nr. 57, 1. Hannoversches Landwehr-Regiment Nr. 74, Reserve-Landwehr-Bataillon (Hannover) Nr. 73
- 1871 bis 1889

Hannoversches Füsilier-Regiment Nr. 73, 1. Hannoversches Infanterie-Regiment Nr. 74, 1. Hannoversches Landwehr-Regiment Nr. 74, Reserve-Landwehr-Bataillon (Hannover) Nr. 73
- 1889 bis 1914

Füsilier-Regiment Feldmarschall Prinz Albrecht von Preußen (Hannoversches) Nr. 73, 1. Hannoversches Infanterie-Regiment Nr. 74
- Kriegsgliederung bei der Mobilmachung im August 1914

Wie vor
- Kriegsgliederung am 25. März 1915

1. Hannoversches Infanterie-Regiment Nr.74, Infanterie-Regiment „Hamburg“ (2. Hanseatisches) Nr. 76, 4. Hannoversches Infanterie-Regiment Nr. 164, 3. und 4. Eskadron 3. Badisches Dragoner-Regiment „Prinz Karl“ Nr. 22, Feldartillerie-Regiment Nr. 221 und Pionier-Kompanie Nr. 22
- Kriegsgliederung am 1. Mai 1918

Wie vor

### Deutscher Krieg 1866
Im Deutschen Krieg kämpfte die Brigade in der Schlacht bei Münchengrätz und der Schlacht bei Königgrätz.

### Deutsch-Französischer Krieg 1870/1871
Im Deutsch-Französischen Krieg war die Brigade an den Schlachten von Gravelotte, Bellevue Orléans, Schlacht bei Mars-la-Tour sowie an der Belagerung von Metz beteiligt.

### Erster Weltkrieg
Mit der Mobilmachung im August 1914 musste die Brigade das Brigade Ersatz Bataillon 38 aufstellen und wurde im Verband der 19. Division ausschließlich an der Westfront eingesetzt. Mit der Unterstellung unter die 111. Infanterie-Division Ende März 1915 erhielt sie die Bezeichnung 221. Infanterie-Brigade und war ausschließlich an der Westfront im Einsatz. Zu den Kampfhandlungen, Gefechten und Schlachten siehe Kampfgeschehen der 19. Division und Kampfgeschehen der 111. Infanterie-Division.

### Brigadekommandeure
| Name                                    | Datum                                  |
| --------------------------------------- | -------------------------------------- |
| 38. Infanterie-Brigade                  |                                        |
| Emil von Hacke                          | 30. Oktober 1866 bis 11. April 1870    |
| Karl von Diringshofen                   | 12. April 1870 bis 9. Dezember 1870    |
| Heinrich von Tresckow                   | 10. Dezember 1870 bis 10. Juni 1872    |
| Wilhelm Treusch von Buttlar-Brandenfels | 11. Juni 1872 bis 7. November 1873     |
| Friedrich Wilhelm Lyncker               | 8. November 1873 bis 13. Februar 1874  |
| Heinrich von Eberhardt                  | 14. Februar 1874 bis 17. Mai 1876      |
| Hermann von Langen                      | 18. Mai 1876 bis 11. März 1878         |
| Emil von Wienskowski                    | 12. März 1878 bis 10. Februar 1882     |
| Ludwig Alfons August von Thompson       | 11. Februar 1882 bis 11. Januar 1884   |
| Arthur von Kretschmann                  | 12. Januar 1884 bis 2. Dezember 1885   |
| Otto Roos                               | 3. Dezember 1885 bis 3. Dezember 1886  |
| Ernst Maas                              | 4. Dezember 1886 bis 12. November 1888 |
| Paul von Rheinbaben                     | 13. November 1888 bis 23. Januar 1891  |
| Heinrich von Tresckow                   | 24. Januar 1891 bis 26. Januar 1893    |
| Wilhelm von Knesebeck                   | 27. Januar 1893 bis 12. Mai 1895       |
| Wilhelm von Oertzen                     | 13. Mai 1895 bis 28. November 1898     |
| Ludwig Johann August Stieler            | 29. November 1898 bis 22. Mai 1900     |
| Max von Pawlowski                       | 22. September 1900 bis 17. Juni 1903   |
| Hermann Spiegel von und zu Peckelsheim  | 18. Juni 1903 bis 13. April 1907       |
| Karl-Ludwig von Oertzen                 | 14. April 1907 bis 2. Mai 1910         |
| Otto von Lauenstein                     | 3. Mai 1910 bis 26. Januar 1911        |
| Karl von Willisen                       | 27. Januar 1911 bis 21. April 1914     |
| Ernst von Oven                          | 22. April 1914 bis 1. August 1914      |
| Friedrich von Oertzen                   | 2. August 1914 bis 25. November 1914   |
| Arthur von Lüttwitz                     | 26. November 1914 bis 25. März 1915    |
| 221. Infanterie-Brigade                 |                                        |
| Arthur von Lüttwitz                     | 25. März 1915 bis 6. Juli 1915         |
| Karl von Kraewel                        | 7. Juli 1915 bis Kriegsende            |